# Võ Chuẩn
Võ Chuẩn (chữ Hán: 武準, 1895–1956), tự Thạch Xuyên (石川), là một quan đại thần triều Nguyễn làm đến chức Tổng đốc Quảng Nam.

## Tiểu sử
Võ Chuẩn sinh năm 1895 tại làng Thần Phù, huyện Hương Thủy, phủ Thừa Thiên (nay là phường Thủy Châu, thị xã Hương Thủy, tỉnh Thừa Thiên). Ông là trưởng nam của quan Lễ bộ Thượng thư Đông các Đại học sĩ Xuân Hòa hầu Võ Liêm và thuộc đời thứ 12 của vọng tộc Võ Tá. Thân mẫu của ông là cụ bà Tôn Nữ Thị Tiếp.
Lúc trẻ, Võ Chuẩn từng theo học các trường Hậu bổ ở Huế và Thuộc địa ở Paris. Ban đầu, ông làm việc ở tòa hành chính Khâm sứ Trung Kỳ, rất mau chóng được thăng Tham tá của Tòa Khâm sứ (1923–1930).
Năm 1930, Võ Chuẩn được chuyển ngạch sang làm quan chức Nam triều. Đến năm 1933 thì ông được bổ chức Quản đạo Kontum, 1938 thì làm Tuần vũ Quảng Bình, 1939 lại làm Tuần vũ Quảng Ngãi. Năm 1940, ông được thăng Tổng đốc Quảng Nam, hàm Thượng thư, trật chánh nhị phẩm. Không bao lâu sau thì về trí sĩ.
Võ Chuẩn mất tại Sài Gòn vào năm 1956.

## Tác phẩm
Theo hồi tưởng của con gái Linh Bảo, lúc sinh tiền ông Võ Chuẩn rất chăm làm thơ, văn, phú, tế, đối... Thông lệ sau mỗi bữa tối, ông thường ngâm thơ cho các con nghe. Hễ ai thuộc trước, đọc lại đúng, dù chưa kịp hiểu nghĩa thì cũng được thưởng một cái kẹo dừa. Sau này con cháu gom các di cảo của ông thành Thạch Xuyên thi tập (石川詩集) để lưu trữ.
Ngoài ra, trong thời gian làm quan ở Kontum, Võ Chuẩn có soạn tác phẩm Văn tế âm hồn ở Kontum để tuyên đọc vào ngày 27 tháng 10 năm 1933, trong lễ chẩn tế tại Linh Sơn tự.
| “                              | Cũng có kẻ áo xiêm ràng buộc, mong đền bồi nợ nước ơn vua, Cũng có người quần vận áo mang, lo toan tính của chồng công vợ. Cũng có kẻ theo đường thương mại, phải đeo mang buôn Mọi bán Lào, Cũng có người kiếm kế sanh nhai, lên lăn lóc làm thầy làm thợ. Cũng có kẻ thiên phương bách kế, nghịch đạo nhà trốn tránh ẩn thân, Cũng có người một lỗi hai lầm, trái luật nước đọa đày cấm cố. | ” |
| — Trích Văn tế âm hồn ở Kontum | |   |

## Gia thế
Võ Chuẩn kết hôn với Công Tằng Tôn Nữ Khẩn Đàn, thuộc dòng dõi Tuy Lý vương, sinh 2 nam và 2 nữ. Người vợ thứ hai là bà Công tằng Tôn Nứ Thị Lịch, sinh cho ông thêm 2 nam và 4 nữ. Bên cạnh đó, rất nhiều phụ nữ khác vì mến tài của ông mà theo. Một người đã sinh cho ông thêm một con trai. 4 người con của bà Công tằng Tôn Nữ Khẩn Đàn.
- Trưởng nam: Võ Quyền
- Thứ nam: Võ Hoành
- Trưởng nữ: Võ Thị Cam
- Thứ nữ: Võ Thị Cẩn

6 người con của bà Công tằng Tôn nữ Thị Lịch
- Trưởng nam: Võ Sum
- Trưởng nữ: Võ thị Tuyết Phiến
- Thứ nữ: Võ thị Diệu Viên), tức Nữ sĩ Linh Bảo
- Tam nữ: Võ thị Băng Thanh, dịch giả, cùng dịch Nỗi buồn Chiến tranh. Mất ngày 2/4/2017
- Út nữ: Võ Thị Hoài Trinh (1930–2017), tức nhà thơ Minh Đức Hoài Trinh.
  - Út nam:Võ Tá Bá

Con bà thứ tư: Võ Tá Ngô.
Các cháu nội ngoại rất đông.